# Arsienij Zakriewski
Arsienij Andriejewicz Zakriewski (ros.: Арсений Андреевич Закревский; ur. 13 września?/24 września 1783 albo 1786, zm. 11 stycznia?/23 stycznia 1865 we Florencji) – hrabia, rosyjski generał i polityk, minister spraw wewnętrznych Imperium Rosyjskiego od 19 kwietnia 1828 do 19 listopada 1831.
Urodzony w polskiej rodzinie, szybko rozpoczął karierę wojskową, której uwieńczeniem był awans na stopień generała piechoty w 1829.
Uczestnik wojen napoleońskich. W latach 1823–1831 jako generał-gubernator rządził Wielkim Księstwem Finlandii. W okresie 1828–1831 piastował również urząd ministra spraw wewnętrznych Imperium Rosyjskiego.
Tytuł hrabiego został mu nadany w Finlandii w 1830.